# Vicente de Herrera y Rivero
Vicente de Herrera y Rivero (getauft 7. November 1743 in Santander, Spanien; † 27. Februar 1794 in Madrid, Spanien), Markgraf (spanisch: marqués) von Herrera, war ein spanischer Jurist, der vorübergehend als Vizekönig von Neuspanien amtierte.
Herrera muss eine juristische Ausbildung genossen haben, denn 1784 amtierte als Regent der Real Audiencia von Mexico. In dieser Funktion übernahm er im November 1784 interimistisch das Amt des Vizekönigs von Neuspanien, als Vizekönig Matías de Gálvez y Gallardo starb.
Im Juni 1785 übergab er die Amtsgeschäfte an den vom Hof ernannten Nachfolger Bernardo de Gálvez y Madrid, Sohn von Matías de Gálvez, der zuvor noch das Amt als Gouverneur von Kuba übergeben musste, ehe er sich nach Mexiko begeben konnte.
Herrera wurde 1790 von König Karl IV. in den Stand eines Markgrafen erhoben. Da dieser Titel zunächst 1794 erlosch, ist anzunehmen, dass er keine direkten Nachkommen hatte, als er 1794 in Madrid starb.